# Annet X
Annet X, pseudonimo di Annet Charitonová (29 luglio 1999), è una cantante e attrice russa naturalizzata ceca.

## Biografia
Annet Charitonová ha iniziato a comporre i suoi primi testi all'età di otto anni. Si è fatta conoscere caricando contenuti su YouTube, dove è stata notata da Ben Cristovao; Taktomabyt, in collaborazione con quest'ultimo, ha segnato il suo primo ingresso nella Singles Chart ceca della ČNS IFPI.
Nel novembre 2019 è uscito l'EP di debutto X, entrato nella CZ Albums, ed è apparsa nel duetto Všetko, čo ma trápi, contenuto nell'album in studio 2086 di Pil C; si tratta del suo primo ingresso sul podio della hit parade slovacca ed è inoltre finito al 29º posto di quella ceca.
L'LP d'esordio Až budu velká, chci být Aneta Charitonova è messo in commercio nel novembre 2020 ed è stata premiato ai Ceny Apollo come album dell'anno; esso include la traccia Bylo nebylo, il cui video è finito in lizza nella categoria di miglior videoclip internazionale ai Videoclip Italia Awards 2022.
È ritornata sulle scene musicali tre anni dopo col secondo disco Koukej se mnou, prodotto interamente da NobodyListen. Ha inoltre collaborato con Viktor Sheen nella traccia OCD, tratto dal suo album Planeta opic (2023), e ha fatto il suo debutto come attrice nella serie TV Vědma. Annet X è stata inclusa nella lista annuale degli under 30 di Forbes Česko.
To je moje holka (2024), inciso assieme a Ewa Farna, ha ricevuto un riconoscimento ai Ceny Anděl.

## Discografia

### Album in studio
- 2020 – Až budu velká, chci být Aneta Charitonova
- 2023 – Koukej se mnou (con NobodyListen)

### EP
- 2019 – X
- 2023 – Live Archive

### Singoli
- 2015 – Remain Silent
- 2016 – Taktomabyt (feat. Ben Cristovao)
- 2018 – Pryč
- 2018 – My2
- 2018 – Divy
- 2019 – Mon ami (solo o con Pil C)
- 2019 – Another U
- 2019 – Sny co měla
- 2019 – On se vrátí
- 2020 – V tvoëm stile
- 2020 – Spicylicious
- 2020 – Dívka s květinou
- 2021 – Do It All Again (con FVLCRVM)
- 2021 – Hlavolamy
- 2023 – Vrstvy (con NobodyListen)
- 2024 – B* Back (con NobodyListen)
- 2024 – To je moje holka (con Ewa Farna)
- 2024 – Jak bylo dřív
- 2025 – Toxic!

## Filmografia
- Vědma – serie TV, 5 episodi (2023)

## Tournée
- 2023 – Annet X & Champion Sound Tour (con Champion Sound)
- 2024 – Koukej se mnou tour (con NobodyListen)